# Coryanthes speciosa
Coryanthes speciosa es una orquídea de hábito epífita originaria de Sudamérica.

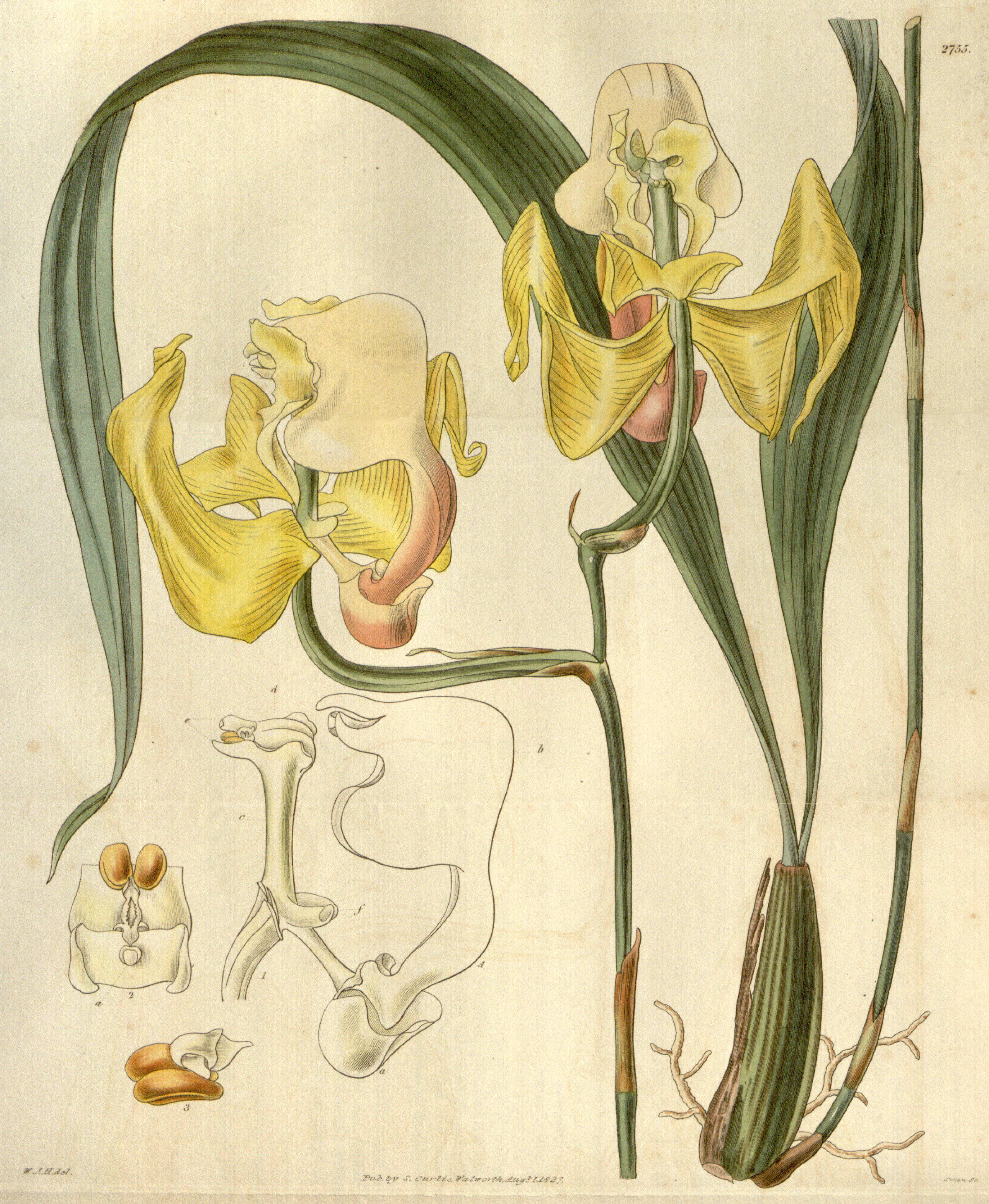
Ilustración

## Descripción
Es una orquídea de un gran tamaño, que prefiere clima caliente. Tiene hábitos de epífita con un alto y larguirucho pseudobulbo rugoso con 2 hojas apicales, estrechamente elípticas. Florece en el verano en una inflorescencia racemosa basal, colgante, de 45 cm de largo, bracteada, con 1 a varias flores que surge de un pseudobulbo maduro y tiene una flor grande y cerosa que es muy aromática, con olor a menta. Esta especie se encuentra a menudo asociada con las hormigas y puede beneficiarse de su presencia.

## Distribución
Se encuentra en Trinidad y Tobago, Guayana Francesa, Surinam, Guyana, Venezuela, Perú y Brasil en las elevaciones alrededor de 100 metros.

## Taxonomía
Coryanthes speciosa fue descrita por  William Jackson Hooker  y publicado por primera vez en Botanical Magazine 58: sub t. 3102. 1831.
Etimología
Coryanthes: (abreviado Crths.) nombre genérico que procede del griego "korys" = "casco" y de "anthos" = "flor" en alusión al epiquilo del labelo parecido a un casco.

speciosa: epíteto latino que significa "vistosa".
Sinonimia
- Coryanthes albertinae H. Karst. 1848;
- Coryanthes barkeri Beer 1854;
- Coryanthes maculata Hkr.;
- Coryanthes maculata Lindl. 1835;
- Coryanthes maculata var. punctata Lindl.;
- Coryanthes maculata var. vitrina Rolfe 1895;
- Coryanthes powellii Schltr. 1922;
- Coryanthes punctata Beer;
- Coryanthes splendens Barb. Rodr. 1877;
- Coryanthes sumneriana Lindl. 1856;
- Epidendrum galeatum Vell. 1831;
- Gongora macrantha Hooker;
- Gongora speciosa Hkr. 1827;
- Meliclis speciosa (Hook.) Raf. 1836[1]